# Laguna (oraș)
Laguna este un oraș în Santa Catarina (SC), Brazilia.